# St. Johann (Bremen)

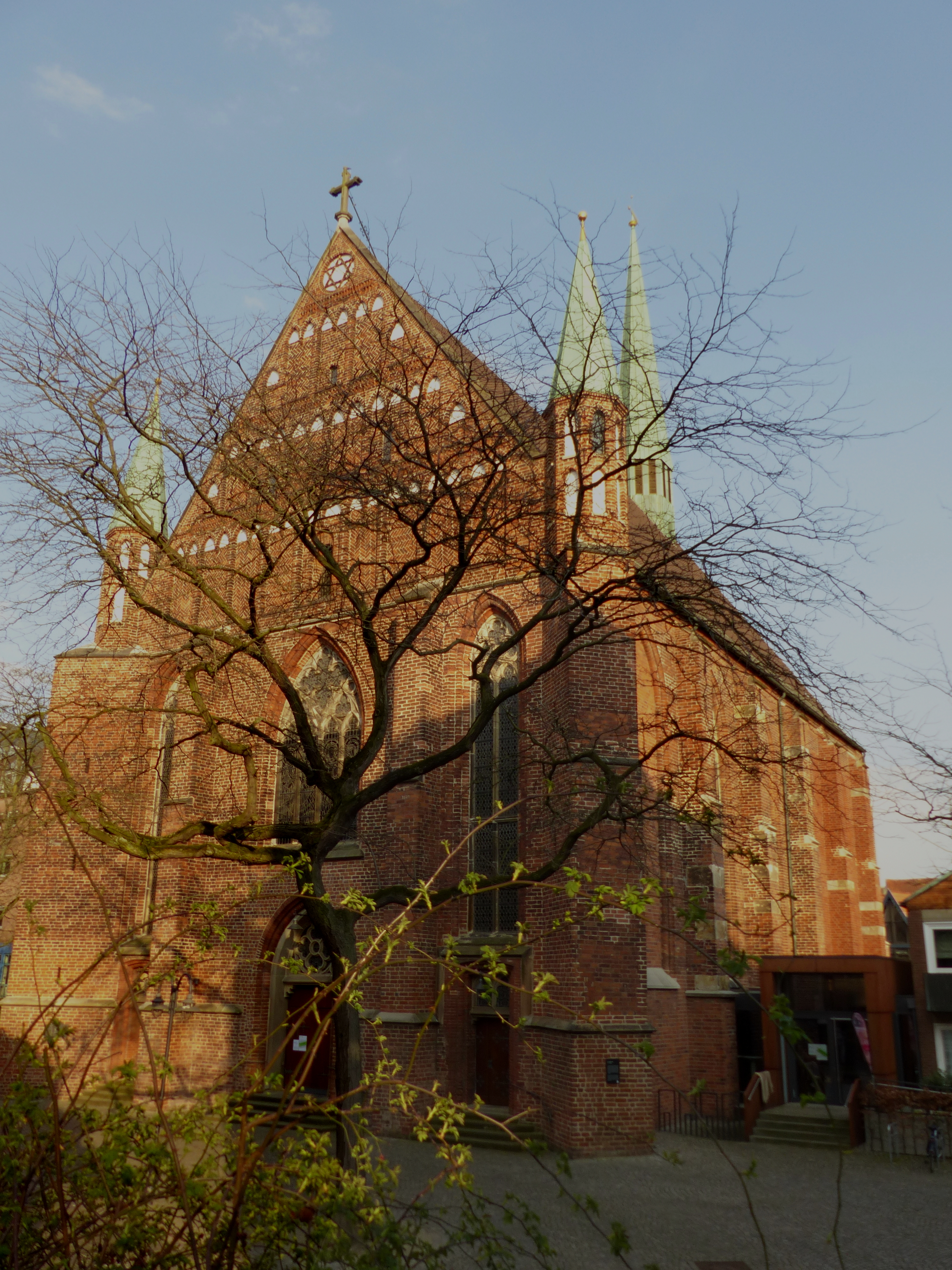
St. Johann, Schmuckgiebel mit Blendarkaden und Mosaikmauerwerk, 2020

St. Johann ist eine römisch-katholische Pfarrkirche zugleich auch Propsteikirche in Bremen. Sie wurde im 14. Jahrhundert als Klosterkirche des Franziskanerordens erbaut. Ihre Pfarrgemeinde gehört zum Dekanat Bremen des Bistums Osnabrück.
Das Gebäude steht seit 1917 unter Bremischem Denkmalschutz.

## Geschichte und Architektur

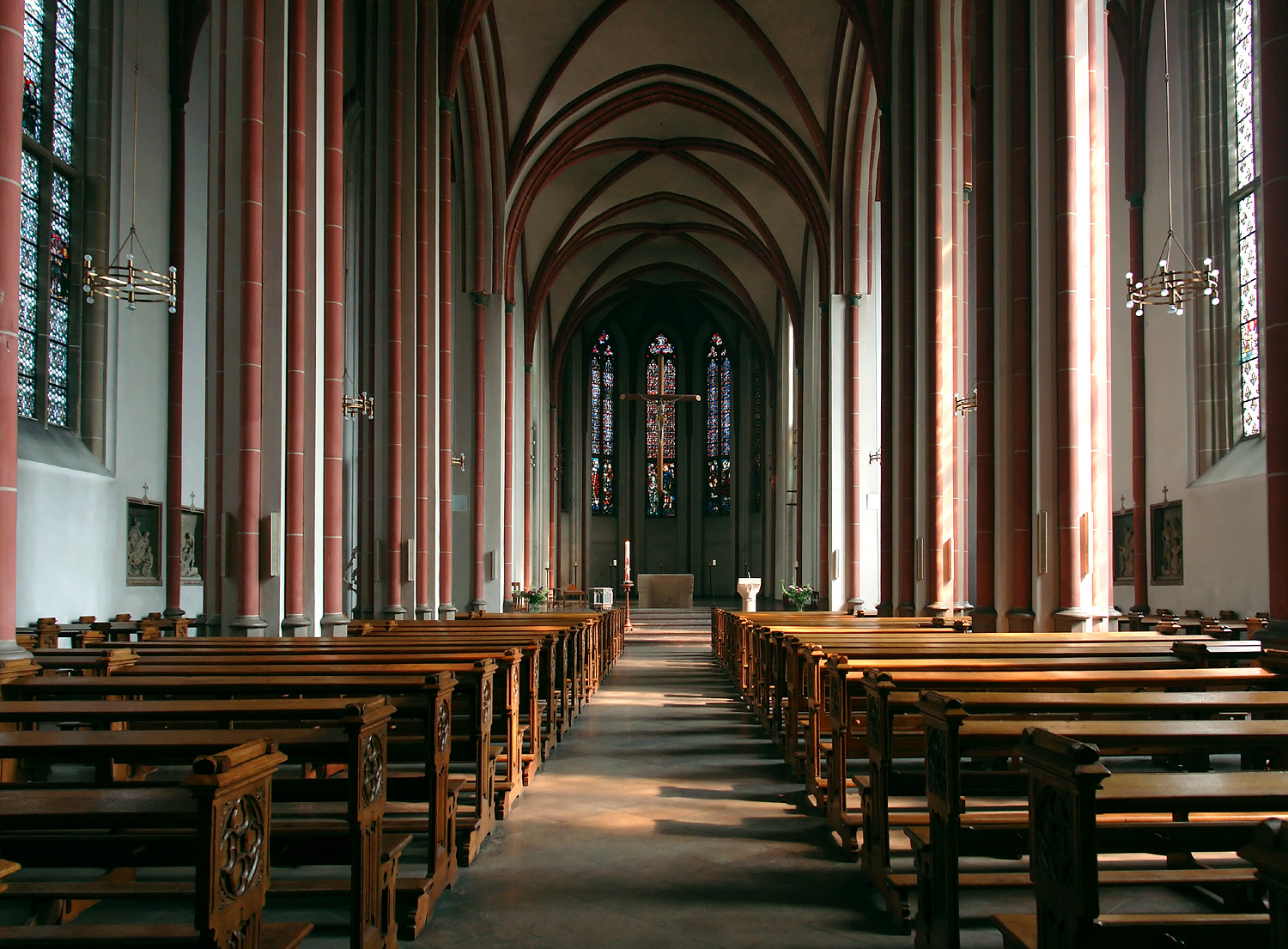
Hallenschiff um Chor, 2006

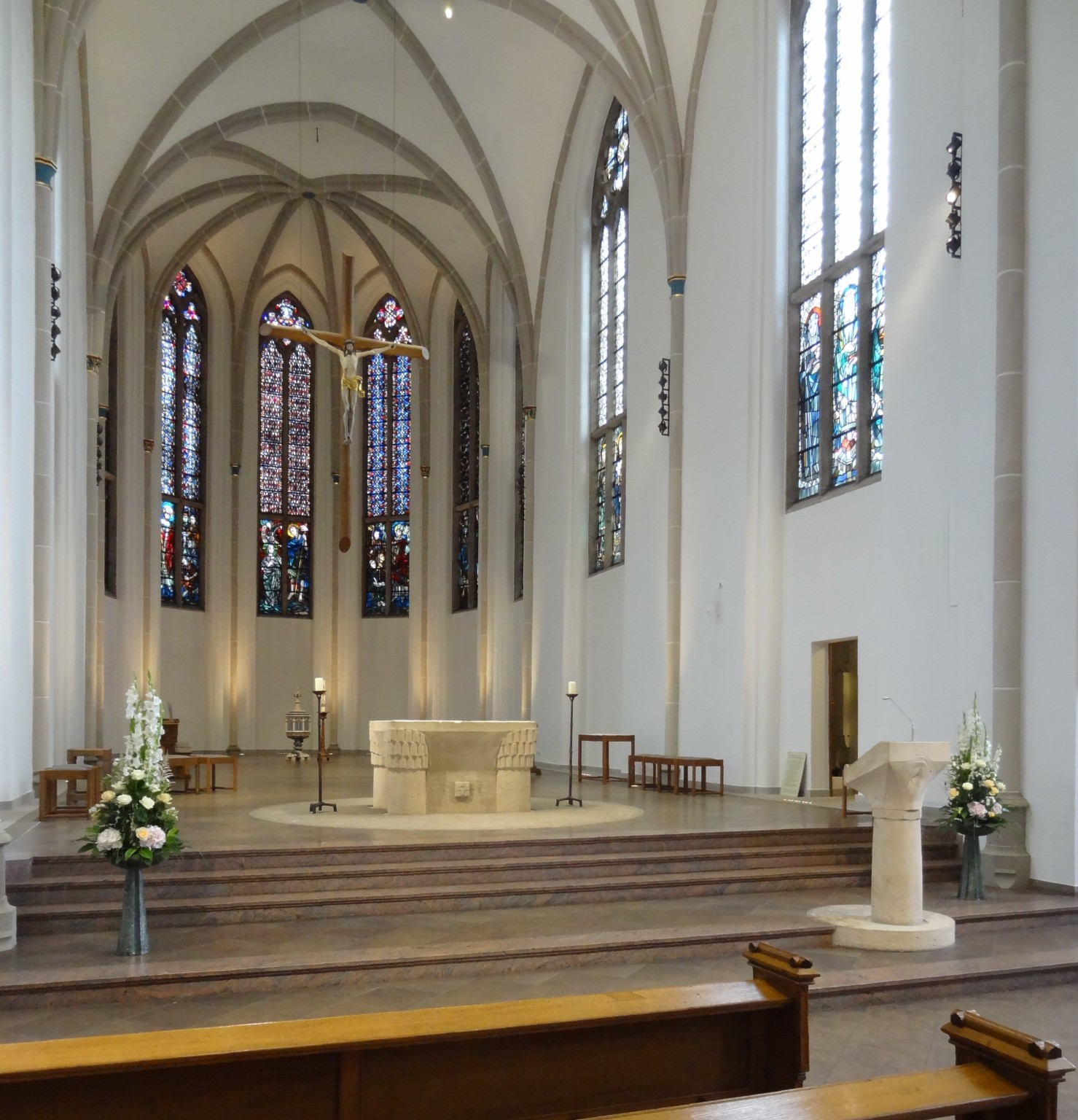
Chor 2017

Brüder des 1209 in Italien gegründeten Franziskanerordens sind in Bremen seit 1237 chronikalisch erwähnt, und 1241 ein „Gardianus“ (Klostervorsteher), der Konvent als solcher allerdings erst 1288; er gehörte zur Sächsischen Franziskanerprovinz (Saxonia). Wie die erste Franziskanerkirche in Bremen beschaffen war, ist nicht bekannt, nicht einmal, wo sie stand, ist gewiss.
Eine Urkunde aus dem Jahr 1294 deutet darauf, dass der Bremer Franziskanerkonvent, das St.-Johannis-Kloster, in dieser Zeit auf den Erwerb von Grundstücken aus war. Nicht unwahrscheinlich ist, dass so der Baugrund für eine neue, größere Kirche bereitgestellt werden sollte. Deren Bauzeit kann an zwei Jahren abzulesen sein, in denen das deutsche Provinzialkapitel der Franziskaner in Bremen tagte, 1300 als Jahr des Baubeginns, 1327 als Jahr der Weihe. So entstand die heutige dreischiffige Hallenkirche, in allen Teilen gewölbt und mit langem einschiffigen Chor.
In der Reformation wurde das Kloster 1528 geschlossen und im Kloster mit Zustimmung der Ordensleute 1538 Bremens erstes Kranken- und Irrenhaus errichtet. Kirche und Kloster dienten unterschiedlichen Zwecken; die Klosterkirche wurde als Krankenhauskirche genutzt und diente gelegentlich reformierten Gemeinden, wenn deren Kirchen renoviert oder repariert wurden. Von 1684 an fanden Gottesdienste der Hugenotten und später belgischer Glaubensflüchtlinge in der Kirche statt. Das Kloster war bis Mitte des 17. Jahrhunderts Bremens Krankenhaus. Später war es ein Altenheim für Prövener – Bürger, die sich ein dauerhaftes Wohnrecht erkauft hatten.
Ab 1802 wurde nur noch der Chor gottesdienstlich genutzt. Das Kirchenschiff sollte als Warenlager umgebaut werden. Dazu kam es auf Grund der napoleonischen Besetzung Bremens nicht mehr. Die 1806 erstmals seit der Reformation in Bremen anerkannte katholische Gemeinde erwarb 1816 auf Anraten des Rats die Kirche. Nach Restaurierungsarbeiten wurde sie am 17. Oktober 1823 wieder als katholisches Gotteshaus eingeweiht. Mit dem Schutt des 1834 aus hygienischen Gründen abgerissenen Klosters wurde das Straßenniveau rund um die Kirche um zwei Meter angehoben, um Überschwemmungen zu vermeiden; in der Kirche wurde der Fußboden um drei Meter erhöht. So entstand ein großzügiger Keller, der zur Schuldentilgung vermietet wurde und seit 1992 eine Krypta enthält, die u. a. für Schul- und Studentengottesdienste sowie von Gebets- und Meditationskreisen genutzt wird. Im Vorraum der Krypta sind aus dem 13. Jahrhundert stammende Gründungspfähle des Klosters ausgestellt. Der Hauptraum der Kirche wirkt durch die Hebung des Fußbodens vergleichsweise niedrig. Den Umbau von 1822/23 kann man vor allem außen an den unten zugemauerten Chorfenstern erkennen.
St. Johann ist die einzige erhaltene Klosterkirche der Stadt. Vom früheren Dominikanerkloster mit der Kirche St. Katharinen stehen nur noch Reste des Refektoriums (Gaststätte „Soulm8“) bei der Katharinenpassage im Stadtzentrum. Das St.-Pauls-Kloster vor dem Ostertor wurde bereits 1523 abgerissen, seine Wirtschaftsgebäude 1546 im Schmalkaldischen Krieg zerstört.
Das Kirchengebäude ist ein überaus prägnanter Vertreter der Backsteingotik. Alle drei Kirchenschiffe werden von einem einzigen großen Satteldach überdeckt. Durch diese Bauform erhält der Westgiebel seine außergewöhnliche Form und Größe. Er ist in drei Geschosse unterteilt, die ihrerseits durch paarweise angeordnete Spitzbogenblenden gegliedert werden. Der Grund der Spitzbogenblenden ist ornamental ausgemauert, die Spitzbogenfelder sind verputzt. In die Giebelspitze ist eine Kreisblende mit einem Hexagramm eingepasst, das keinen anderen als dekorativen Sinn hat. Es befindet sich dort auch erst seit 1878, als das Dach erneuert, der Giebel neu gefasst und mit einem steinernen Kreuz verziert wurde.
Einen Turm wies das Gebäude in Einklang mit den Ordensregeln der Franziskaner ursprünglich nicht auf, allerdings besitzt die Kirche einen Dachreiter mit einem aus drei Glocken bestehenden Geläut.
Das Taufbecken wurde 1845 im neugotischen Stil vom Bildhauer Georg Andreas Steinhäuser geschaffen. Dargestellt ist, wie ein Täufling durch die Taufe in die Gemeinschaft der Christen aufgenommen wird, während sich die Schlange als Symbol des Bösen davonschleicht.
Die Kirchenfenster wurden in den Jahren 1955 bis 1957 durch den Künstler Walter Klocke geschaffen. Dargestellt sind bedeutende Heilige wie der Namenspatron Johannes der Täufer sowie Petrus, Paulus, Franziskus, Gertrud von Helfta und Elisabeth von Thüringen, aber auch Heilige aus dem Bremer Raum, nämlich Willehad, Ansgar, Rimbert und Emma von Lesum.
Auf dem Klostergelände wurden 1965 nach Plänen von Bernhard Wessel für die Propstei St. Johannis an der Hohen Straße 2–3/Franziskanerstraße 7 eine Reihe zweigeschossiger rotsteinsichtiger Wohnhäuser gebaut. Die Gebäude stehen seit 1973 unter Denkmalschutz.
Im Rahmen einer gründlichen Renovierung wurden 1994 ein neues Ensemble von Altar, Ambo und Tabernakel aufgestellt. Der Bildhauer Johannes Niemeier aus Rietberg hat diese aus Savonnières-Kalkstein geschaffen.
Ab April 2016 war die Kirche für Gottesdienstbesucher wegen Renovierungsarbeiten geschlossen und wurde durch den Osnabrücker Bischof Franz-Josef Bode am 29. Oktober 2016 wieder eröffnet. Während dieser Zeit wurden eine neue Sakristei errichtet, die Backsteinfassaden saniert, der Kirchenraum farblich neu gestaltet und mit aktueller Licht- und Tontechnik ausgestattet.

## Orgel

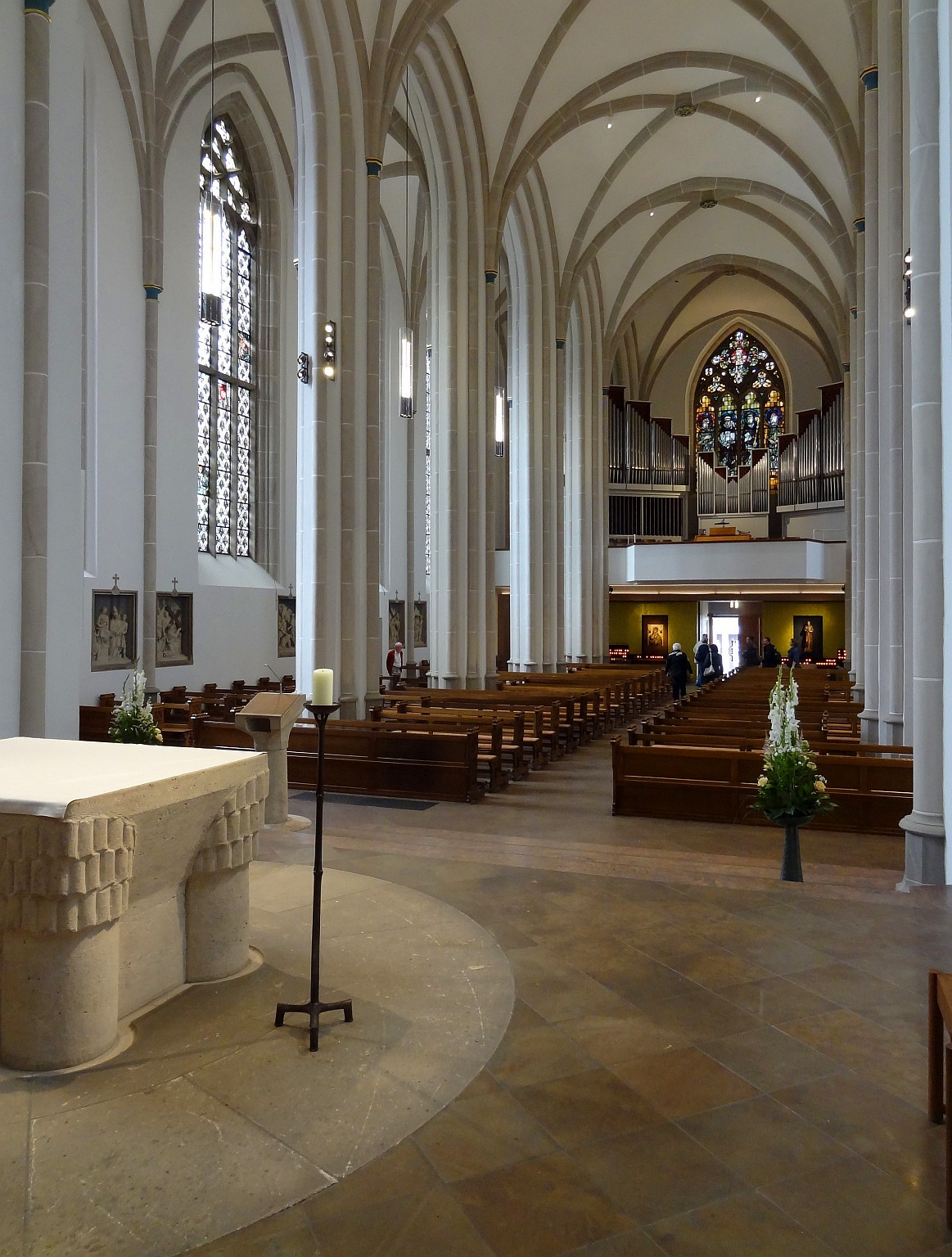
Blick vom Altar zur Orgel – 2017

Die Orgel von St. Johann wurde 1965 von der Orgelbaufirma Franz Breil (Dorsten) erbaut. In den Siebziger Jahren wurde sie durch die Erbauerfirma umintoniert. 1994 erfolgte eine umfassende Revision durch Siegfried Sauer (Höxter) mit Erneuerung der Trakturen, dem Bau eines neuen Spieltisches und Dispositionsänderungen. Nach Beendigung der Kirchensanierung 2016/2017 führte Sauer & Heinemann Orgelbau (Höxter) umfassende Arbeiten durch (Ausreinigung, Neuintonation, Installation einer neuen Setzeranlage, Dispositionsänderung im I. Manual). Das Instrument hat 47 Register auf drei Manualen und Pedal mit mechanischer Spiel- und elektrischer Registertraktur. Die Disposition:
| I. Hauptwerk C–a3 |             |        |
| 1.                | Gedackt     | 16′    |
| 2.                | Prinzipal   | 8′     |
| 3.                | Offenflöte  | 8′     |
| 4.                | Gedackt     | 8′     |
| 5.                | Oktave      | 4′     |
| 6.                | Spitzflöte  | 4′     |
| 7.                | Quinte      | 2 ⁄3′  |
| 8.                | Oktave      | 2′     |
| 9.                | Cornett III | [ 12 ] |
| 10.               | Mixtur VI   | 2′     |
| 11.               | Trompete    | 16′    |
| 12.               | Trompete    | 8′     |

| II. Positiv C–a3 |                 |       |
| 13.              | Dulziana        | 8′    |
| 14.              | Rohrflöte       | 8′    |
| 15.              | Prinzipal       | 4′    |
| 16.              | Gedacktflöte    | 4′    |
| 17.              | Oktave          | 2′    |
| 18.              | Schwiegel       | 2′    |
| 19.              | Sifflöte        | 1 ⁄3′ |
| 20.              | Sesquialtera II | 2 ⁄3′ |
| 21.              | Scharff         | IV 1′ |
| 22.              | Dulcian         | 16′   |
| 23.              | Krummhorn       | 8′    |
|                  | Tremulant       |       |

| III. Schwellwerk C–a3 |              |        |
| 24.                   | Holzgedackt  | 8′     |
| 25.                   | Gemshorn     | 8′     |
| 26.                   | Streichflöte | 8′     |
| 27.                   | Prinzipal    | 4′     |
| 28.                   | Querflöte    | 4′     |
| 29.                   | Nasat        | 2 ⁄3′  |
| 30.                   | Waldflöte    | 2′     |
| 31.                   | Terz         | 1 3⁄5′ |
| 32.                   | Oktävlein    | 1′     |
| 33.                   | Mixtur IV-V  | 1 ⁄3′  |
| 34.                   | Trompete     | 8′     |
| 35.                   | Rohrschalmei | 8′     |
| 36.                   | Hautbois     | 4′     |
|                       | Tremulant    |        |

| Pedal C–f1 |              |         |
| 37.        | Prinzipal    | 16′     |
| 38.        | Subbaß       | 16′     |
| 39.        | Quintbaß     | 10 2⁄3′ |
| 40.        | Oktavbaß     | 8′      |
| 41.        | Gedacktbaß   | 8′      |
| 42.        | Choralbaß    | 4′      |
| 43.        | Nachthorn    | 2′      |
| 44.        | Hintersatz V | 2 ⁄3′   |
| 45.        | Posaune      | 16′     |
| 46.        | Trompete     | 8′      |
| 47.        | Clairon      | 4′      |

- Koppeln (elektrisch): II/I, III/I, III/II, I/P, II/P, III/P (Erweiterung durch Suboktavkoppeln ist geplant)
- Spielhilfen: Setzeranlage, Crescendowalze, Schwelltritt für III. Manual.

## Glocken
Im Dachreiter der Kirche befinden sich drei Glocken aus dem Jahr 1994, sie wurden von der ortsansässigen Glockengießerei Otto in Bremen-Hemelingen gegossen.
| Nr. | Name            | Schlagton | Masse (kg) | Durchmesser (mm) | Gießer, Gussort                         | Gussjahr | Inschrift                                      |
| --- | --------------- | --------- | ---------- | ---------------- | --------------------------------------- | -------- | ---------------------------------------------- |
| 1   | Johannesglocke  | d2        | ca. 200    | 678              | Glockengießerei Otto, Bremen-Hemelingen | 1964     | Johannes der Täufer – Ecce Agnus Dei           |
| 2   | Willehadsglocke | e2        | ca. 150    | 604              | Glockengießerei Otto, Bremen-Hemelingen | 1964     | St. Willehad – erster Bischof von Bremen       |
| 3   | Ansgariglocke   | fis2      | ca. 100    | 538              | Glockengießerei Otto, Bremen-Hemelingen | 1964     | St. Ansgar – Erzbischof von Hamburg und Bremen |

## Propstei St. Johannis
Am 15. Februar 1953 wurde die St.-Johannis-Kirche aufgrund ihrer Bedeutung als zentrale katholische Kirche in Bremen vom Osnabrücker Erzbischof Hermann Wilhelm Berning zur Propsteikirche ernannt und deren Pfarrer zum Propst.
Die Pfarrgemeinde St. Johann und die Pfarrgemeinde St. Elisabeth in Hastedt wurden zum 1. Januar 2007 zur Propsteigemeinde St. Johann vereinigt (Büro: Hohe Straße 2–7). Der neuen Gemeinde gehörten 10.500 Katholiken aus mehr als hundert Nationen an. Die Kindertagesstätte St. Johann (Kolpingstraße 2), die St.-Johannis-Schule (Grundschule, Tiefer 12), die St.-Johannis-Schule (Oberschule Gymnasium, Dechanatstraße 9), und das Birgittenkloster u. a. sind Einrichtungen auf dem Gemeindegebiet.
Hermann Lange war von 1911 bis 1931 Kaplan bzw. Pastor an der Kirche.